# Марголин, Давид Семёнович
Дави́д Семёнович (Си́мхович) Марголин (1850 или между 1846 и 1855, Пинск или 1847/1848, Бобруйск — 5 февраля 1925, Берлин) — общественный деятель, меценат, основатель крупных торгово-промышленных предприятий, управляющий Общества киевской городской железной дороги, владелец пароходства на Днепре, Демиевского трамвая, сахарных заводов. Основатель Киевского газового общества и общества водоснабжения.

## Биография
Согласно прижизненной статье в Еврейской энциклопедии Брокгауза и Ефрона, родился 1850 году в Пинске, согласно расхождениям в указании возраста в послужных формулярах разных лет — между 1846 и 1855 годами, и по ряду других прижизненных документов — в 1847/1848 годах в Бобруйске, в семье Симхи и Эстер Марголиных. С 1868 года переезжает на постоянное место жительства в Киев. В конце XIX — начале XX века возглавлял правление Общества Киевской городской железной дороги (ОКГЖД).
В сложное время начиная с 1905 года Давид писал высшим администраторам записки о надобности уравнения евреев в правах с остальными людьми, и он доказывал, именно это бесправие способствует погромам.
После революции эмигрировал в Германию. Скончался 5 февраля 1925 года в Берлине, похоронен 9 февраля на еврейском кладбище Вайсензе.

## Меценатство
Построил за свой счёт:
- начальную школу для еврейских бедняков на Подоле «Талмуд-тора».
- кирпичное здание православной школы на Трухановом острове.
- православный храм святой Елизаветы на Трухановом острове (арх. Евгений Ермаков; 1910 год).

## Семья
- Брат — Зелик Симхович Марголин.
- Жена — Ривка Ицковна (Ребекка, Розалия Исааковна) Марголина (урождённая Цукер), дочь люблинского купца 2-й гильдии Ицки Цукера[4].
  - Сын — Арнольд Давидович Марголин (1877—1956), адвокат, общественный деятель, о котором был снят фильм «Арнольд Марголин — выдающийся украинец и еврей».
  - Сын — Семён Давидович Марголин.